# 荒垣輝雄
荒垣 輝雄（あらがき てるお、1936年もしくは1937年 - 2014年4月8日）は、日本の元俳優、スーツアクター。作品によっては本名の新垣輝雄と表記されることもある。
突発性拡張型心筋症を患い20年以上表舞台から離れていたが、2014年の4月に77歳で死去した。

## 来歴・エピソード
円谷特技プロの特撮テレビドラマ『ウルトラマン』で、怪獣役のスーツアクターを務めた。特に、第23話「故郷は地球」で熱演した棲星怪獣ジャミラは、祖国に見捨てられた地球人の宇宙飛行士が怪獣化して復讐のために戻ってきたという設定からも高く評価されており、ウルトラマンのスーツアクターを務めた古谷敏にも「尊敬の言葉しか見つからない」と評されている。
大映の「ガメラシリーズ」では、主役の「ガメラ」役で三度出演している。ガメラの着ぐるみは鉄骨で補強された非常に重いものだったことから、監督を務めた湯浅憲明は「入るだけで大変な重労働でしたが、それにもかかわらず荒垣さんは実に軽快に動いてくれました」と語っている。

## 出演作品

### 映画
- ガメラシリーズ：ガメラ[1]
  - 大怪獣決闘 ガメラ対バルゴン（1966年）
  - 大怪獣空中戦 ガメラ対ギャオス（1967年）
  - ガメラ対宇宙怪獣バイラス（1968年）
- 怪獣総進撃（1968年）：ラドン[5][1]
- 緯度0大作戦（1969年）：大ネズミ[1]

### テレビ
- ウルトラマン
  - 第1話「ウルトラ作戦第一号」（1966年）：宇宙怪獣ベムラー[1][6]
  - 第6話「沿岸警備命令」（1966年）：海獣ゲスラ[1][7]
  - 第7話「バラージの青い石」（1966年）：磁力怪獣アントラー[1][8]
  - 第8話「怪獣無法地帯」（1966年）：どくろ怪獣レッドキング[1][9]
  - 第11話「宇宙から来た暴れん坊」（1966年）：脳波怪獣ギャンゴ[1][10]
  - 第12話「ミイラの叫び」（1966年）：ミイラ怪獣ドドンゴ[1][11]
  - 第13話「オイルSOS」（1966年）：油獣ペスター[1][12]
  - 第14話「真珠貝防衛指令」（1966年）：汐吹き怪獣ガマクジラ[1][13]
  - 第15話「恐怖の宇宙線」（1966年）：二次元怪獣ガヴァドン[1][14]
  - 第17話「無限へのパスポート」（1966年）：四次元怪獣ブルトン[1][15]
  - 第20話「恐怖のルート87」（1966年）：高原竜ヒドラ[1][16]
  - 第23話「故郷は地球」（1966年）：棲星怪獣ジャミラ[1][17]
  - 第24話「海底科学基地」（1966年）：深海怪獣グビラ[1][18]
  - 第37話「小さな英雄」（1967年）：怪獣酋長ジェロニモン[1][19]
  - 第39話「さらばウルトラマン」（1967年）：宇宙恐竜ゼットン[1][20]
- 快獣ブースカ（1967年）：チャメゴン
- ウルトラセブン
  - 第8話「狙われた街」（1967年）：幻覚宇宙人メトロン星人[1][21][注釈 1]
  - 第11話「魔の山へ飛べ」（1967年）：宇宙野人ワイルド星人[21][22]、岩見山の牧童A[22]
  - 第13話「V3から来た男」（1967年）：宇宙鳥人アイロス星人[1][21][22]
  - 第16話「闇に光る目」（1968年）：捜索隊の一員[注釈 1]
  - 第20話「地震源Xを倒せ」（1968年）：暗黒星人シャプレー星人[1][21][22]
  - 第22話「人間牧場」（1968年）：宇宙怪人ブラコ星人[1][21][22][注釈 1]
- 渥美清の泣いてたまるか 第66話「おゝ怪獣日本一」（1968年）：怪獣スーツアクター